# Canton de Marchiennes
Le canton de Marchiennes est une ancienne division administrative française, située dans le département du Nord et la région Nord-Pas-de-Calais.
À la suite du redécoupage cantonal de 2014, le canton est supprimé.

## Composition
| Nom                     | Code Insee | Codepostal | Superficie (km2) | Population (dernière pop. légale) | Densité (hab./km2) |
| ----------------------- | ---------- | ---------- | ---------------- | --------------------------------- | ------------------ |
| Marchiennes (chef-lieu) | 59375      | 59870      | 21,44            | 4 697 (2012)                      | 219                |
| Bouvignies              | 59105      | 59870      | 8,70             | 1 541 (2012)                      | 177                |
| Bruille-lez-Marchiennes | 59113      | 59490      | 4,33             | 1 327 (2012)                      | 306                |
| Erre                    | 59203      | 59171      | 5,88             | 1 471 (2012)                      | 250                |
| Fenain                  | 59227      | 59179      | 5,78             | 5 337 (2012)                      | 923                |
| Hornaing                | 59314      | 59171      | 8,95             | 3 571 (2012)                      | 399                |
| Pecquencourt            | 59456      | 59146      | 9,60             | 6 011 (2012)                      | 626                |
| Rieulay                 | 59501      | 59870      | 7,29             | 1 359 (2012)                      | 186                |
| Somain                  | 59574      | 59490      | 12,32            | 12 838 (2012)                     | 1 042              |
| Tilloy-lez-Marchiennes  | 59596      | 59870      | 5,50             | 567 (2012)                        | 103                |
| Vred                    | 59629      | 59870      | 3,42             | 1 337 (2012)                      | 391                |
| Wandignies-Hamage       | 59637      | 59870      | 6,30             | 1 254 (2012)                      | 199                |
| Warlaing                | 59642      | 59870      | 3,89             | 542 (2012)                        | 139                |

## Représentation

### Conseillers généraux de 1833 à  2015
| Période                        | Identité                          | Parti                     | Qualité |
| ------------------------------ | --------------------------------- | ------------------------- | --- |
| 1833-1856 (décès)              | Comte Charles-Édouard de Montozon | Majorité ministérielle    | Propriétaire du château de Lallaing, Pair de France (1845-1848), Député du 4e arrondissement électoral du Nord (Douai) (1831-1845), Député du 7e arrondissement électoral du Nord (Douai) (1830-1831), Président du Conseil général du Nord (1839-1840), Conseiller général du Canton de Douai-Nord (1833-1848), Conseiller général du Nord (1831-1833), Maire de Lallaing. |
| 1856-1870                      | Baron Eugène Joseph de Bouteville |                           | Propriétaire à Hornaing. |
| 1870-1871 (décès)              | Félix Lambrecht                   | Tiers-Parti Centre gauche | Propriétaire du château de Montigny-en-Ostrevent, Ingénieur des ponts et chaussées, Ministre de l'Intérieur (Juin à octobre 1871), Ministre de l'Agriculture et du Commerce (Février à juin 1871), Député du Nord (Février à octobre 1871), Député de la 5e circonscription du Nord (1863-1869), Maire de Lallaing (1857-1871).                                             |
| 1871-1883 (décès)              | Jean François Michel Bottin       |                           | Président de chambre à la Cour d'appel de Douai. |
| 1883-1884 (décès)              | Baron Eugène Joseph de Bouteville |                           | Propriétaire à Hornaing. |
| 1884-1898                      | Émile Dubois                      | Républicain Opportuniste  | Magistrat et notaire, Sénateur du Nord (1897-1905), Député de la 2e circonscription de Douai (1889-1897). |
| 1898-1910                      | Henri-Narcisse Dransart           | Conservateur              | Docteur en médecine à Somain. |
| 1910-1911 (décès)              | George Richez                     | SFIO                      | Mineur |
| 1911-1919                      | Hippolyte Debève                  | SFIO                      | Gérant de coopérative, Adjoint au Maire de Hornaing. |
| 1919-1931 (décès)              | Pierre Antoine Mercier            | PC-SFIC (exclu en 1929)   | Cheminot, Maire de Villers-Campeau. |
| 1932-1940                      | Victor Brachelet                  | PC-SFIC                   | Négociant en vins, Maire de Somain (1912-1939 et 1945-1947), ancien conseiller d'arrondissement. |
|                                |                                   |                           | |
| 1943-1945                      | Gustave Longelin                  |                           | Ouvrier mineur Maire de Fenain Nommé conseiller départemental en 1943 |
|                                |                                   |                           | |
| 1945-1951 (démission d'office) | Édouard Gaillard                  | PCF                       | Conseiller municipal de Somain |
| 1951-1970 (décès)              | Grégoire Leleux (1910-1970)       | PCF                       | Mineur, Maire de Fenain Suppléant du député Arthur Ramette |
| 7 février 1971-1976            | Robert Deneuvillers (1913-1997)   | CNIP                      | Maire de Vred. |
| 1976-1985                      | Pierre Gérard                     | PCF                       | Conseiller d'orientation. |
| 1985-2008                      | Jean-Jacques Candelier            | PCF                       | Cadre A de la fonction publique territoriale Maire de Bruille-lez-Marchiennes depuis 1977 Suppléant du député Georges Hage (2002-2007) - Député (2007-2017) |
| 2008-2015                      | Jean-Claude Quennesson            | PCF                       | Maire de Somain (1977-2015). |

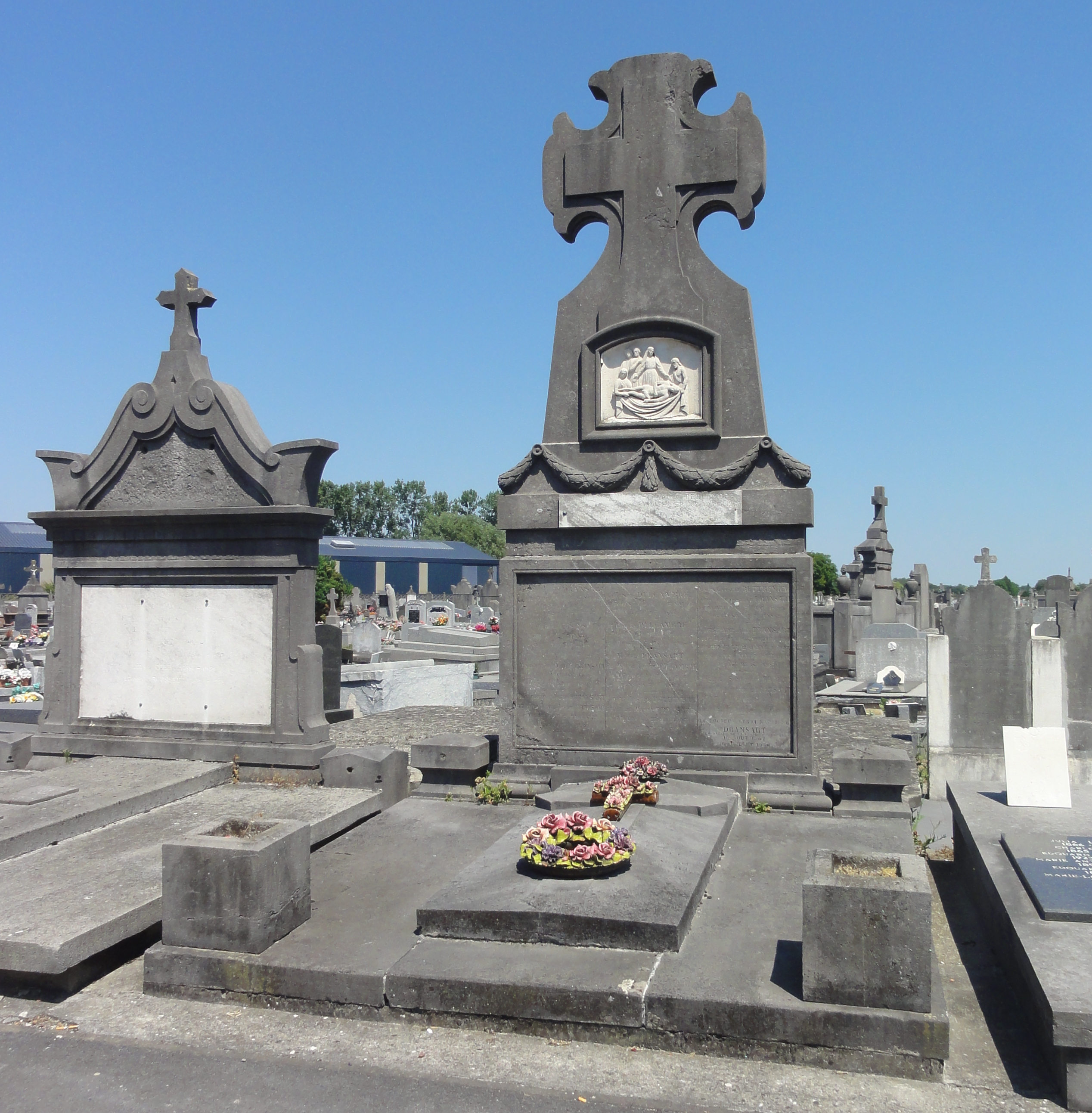
Tombe de Henri-Narcisse Dransart au cimetière de Somain.
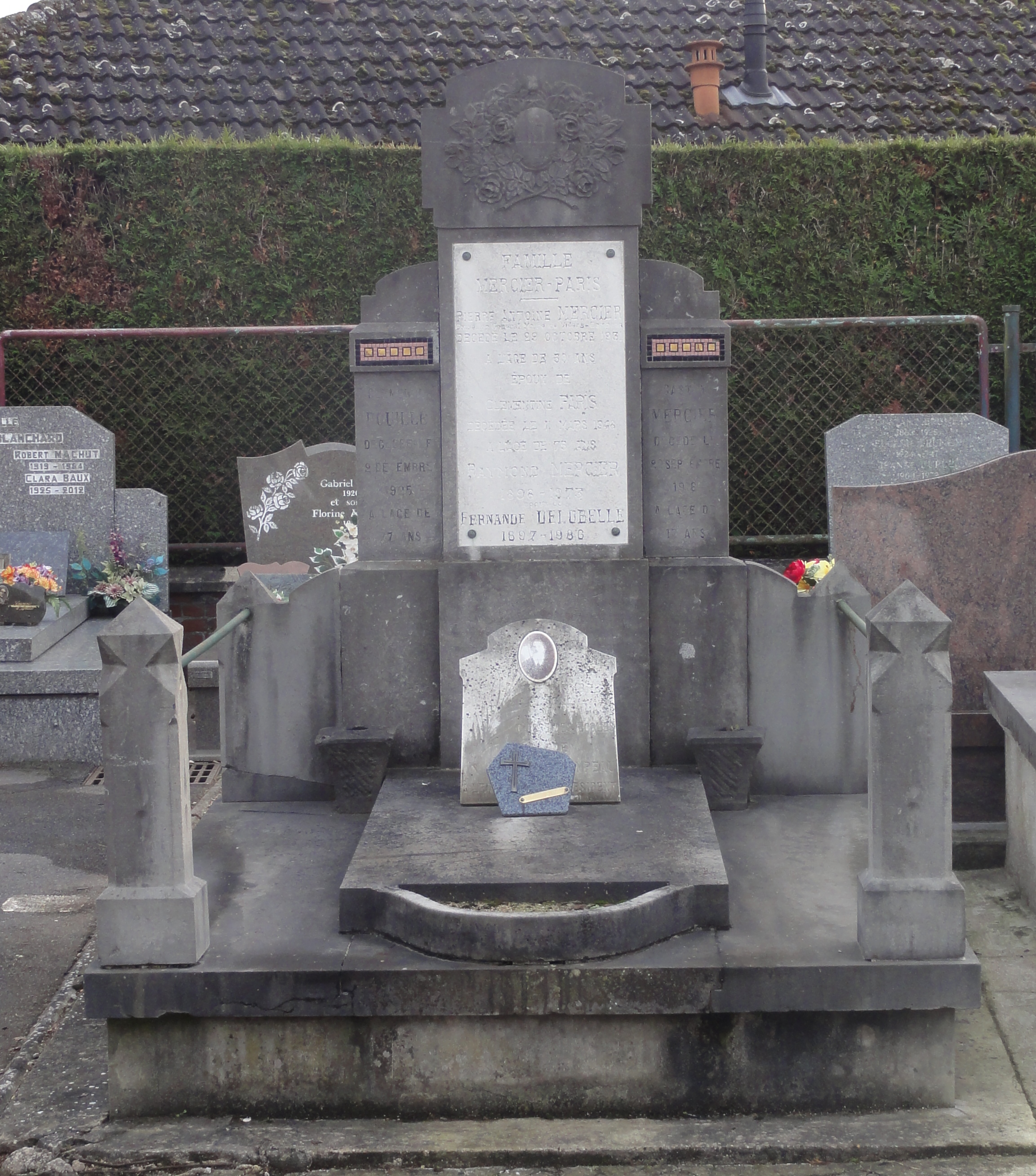
Tombe de Pierre Antoine Mercier au cimetière de Villers-Campeau.
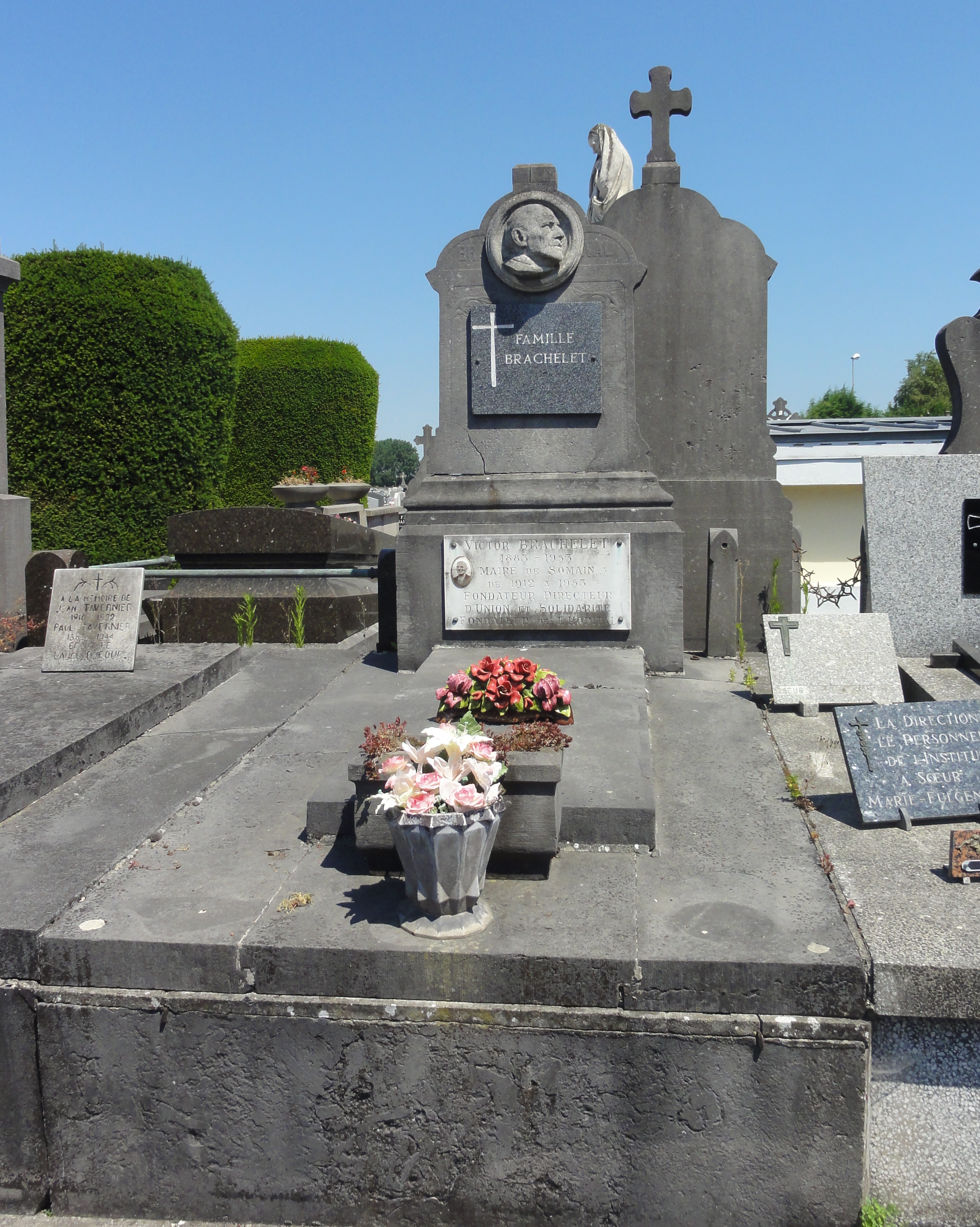
Tombe de Victor Brachelet au cimetière de Somain.
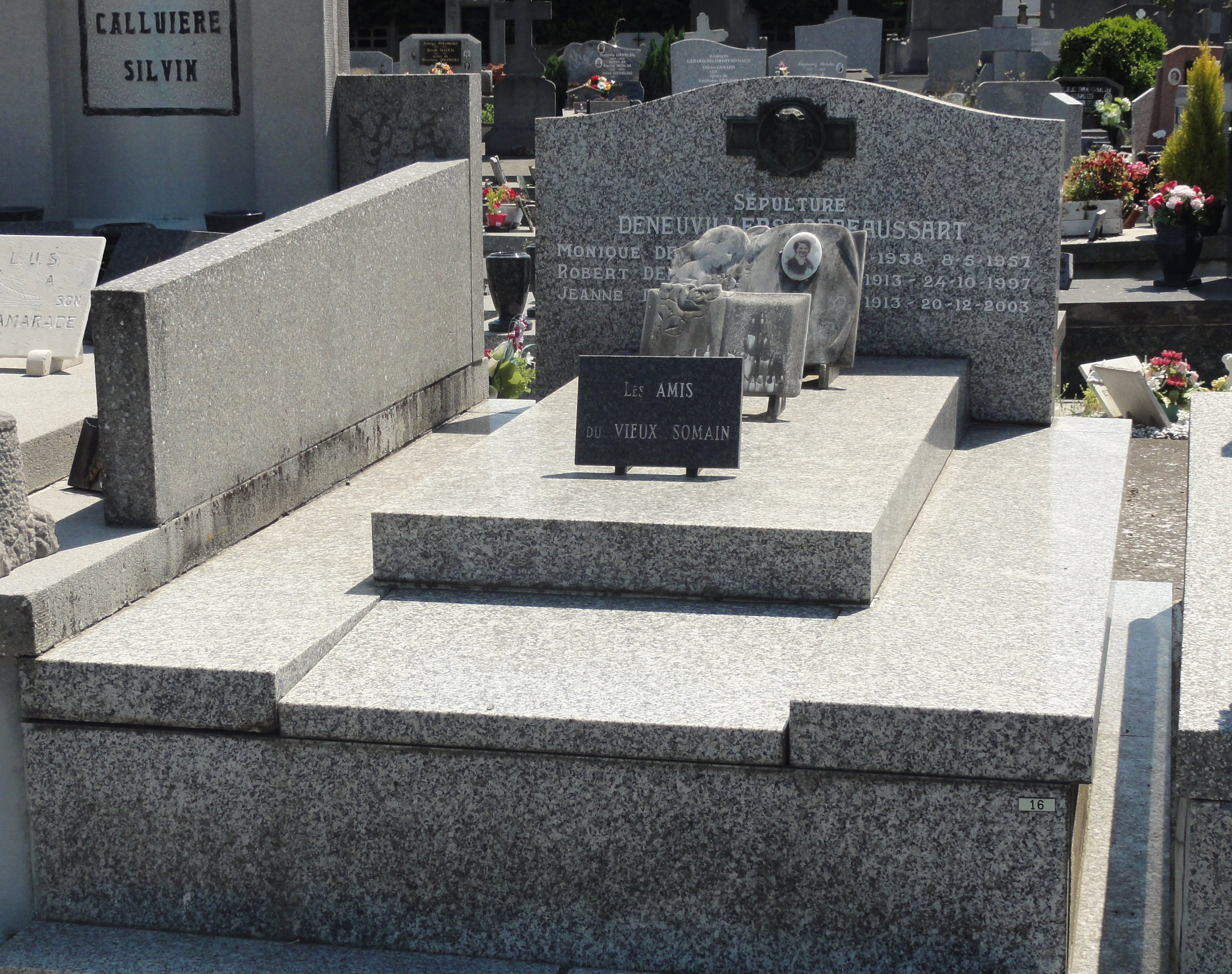
Tombe de Robert Deneuvillers au cimetière de Somain.
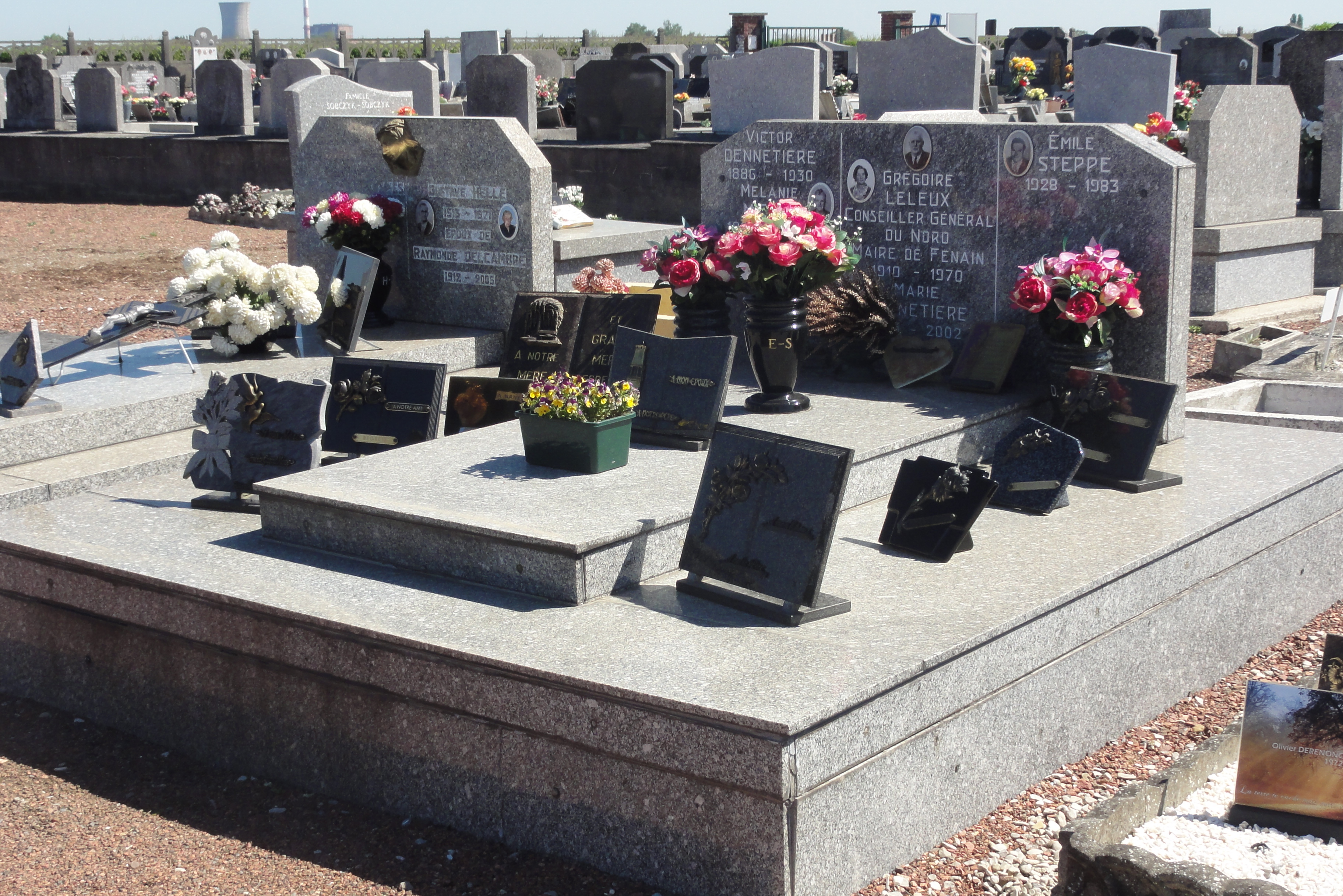
Tombe de Grégoire Leleux au cimetière de Fenain.
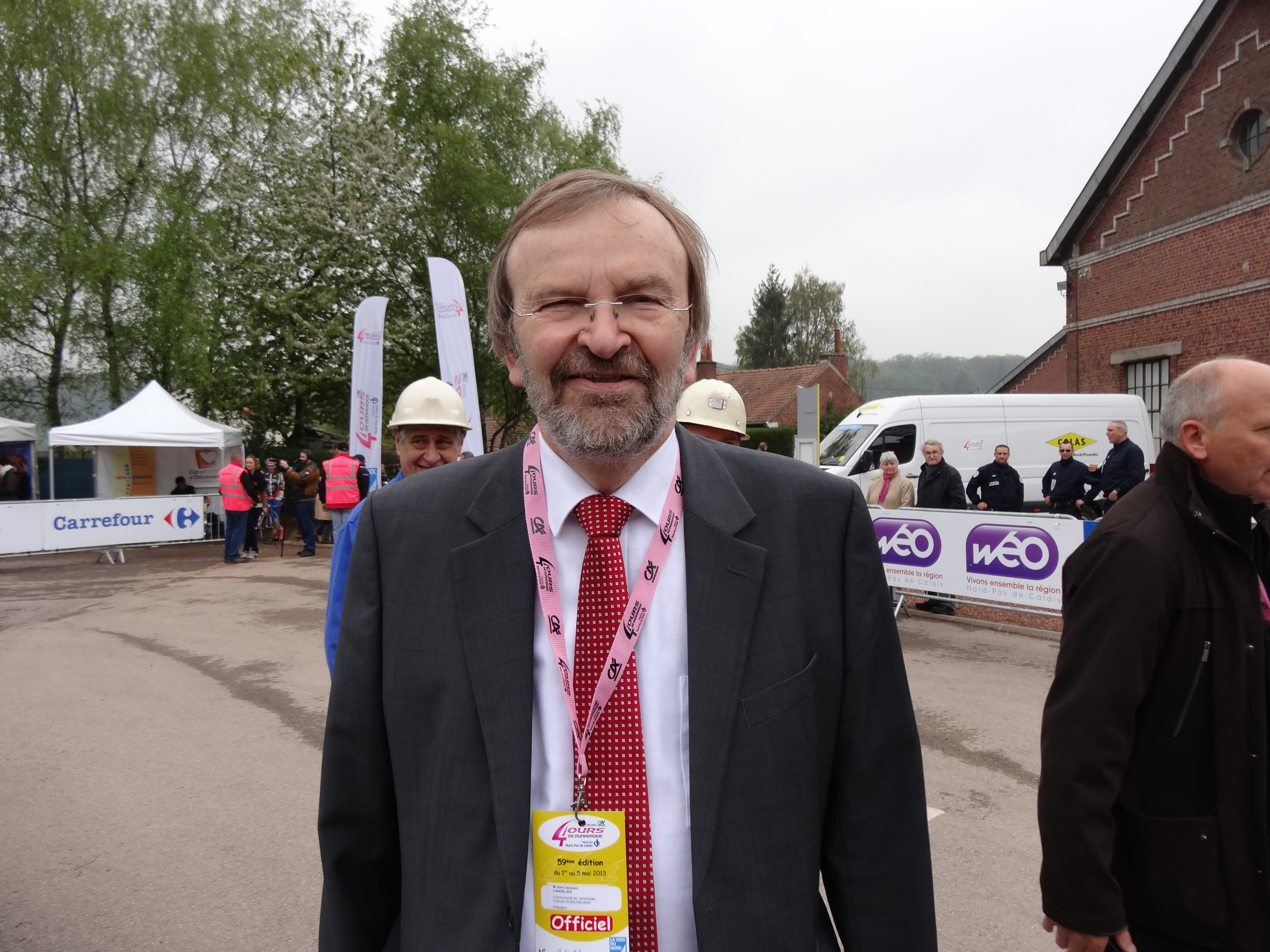
Jean-Jacques Candelier au Centre historique minier de Lewarde en 2013.
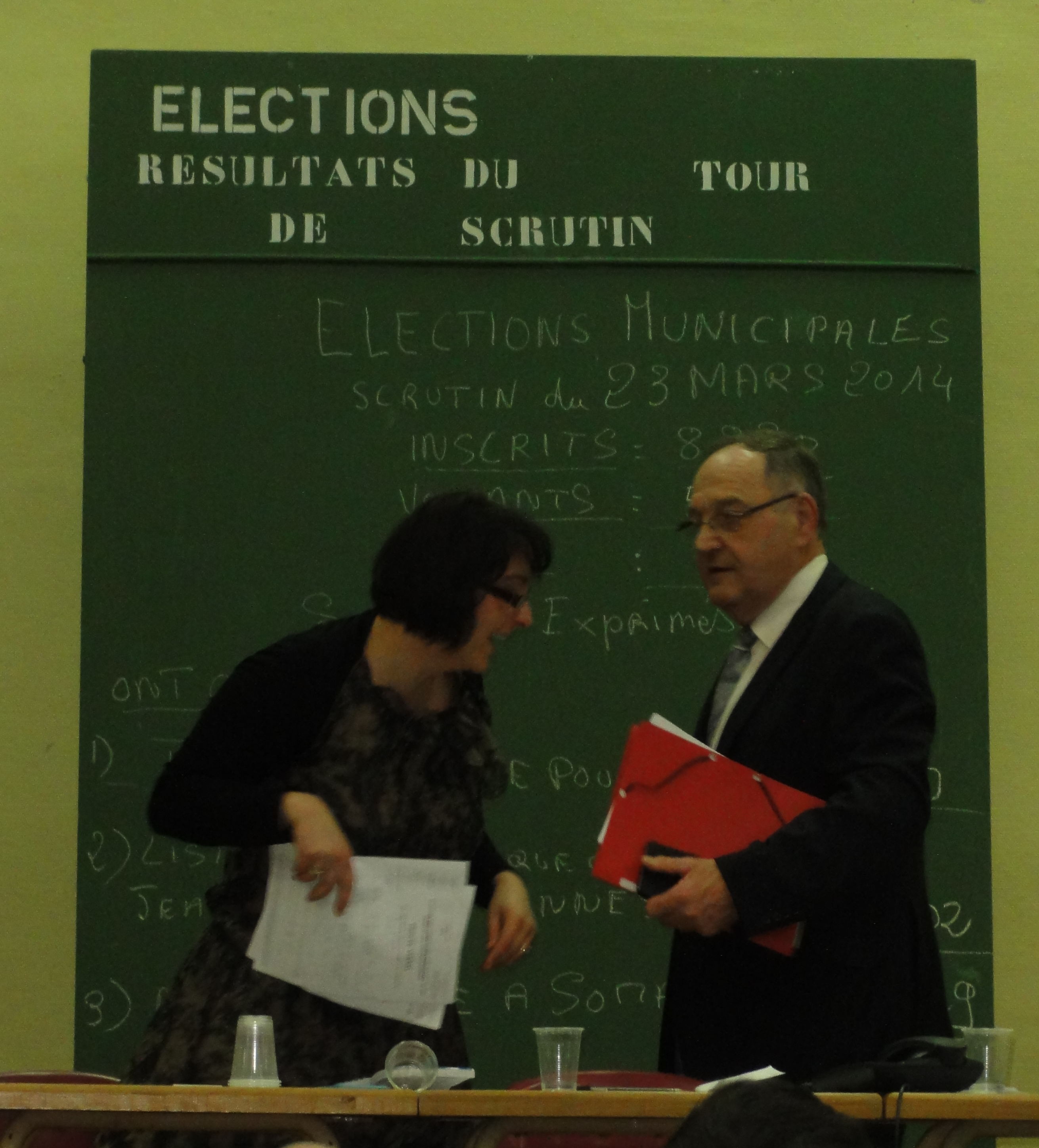
Jean-Claude Quennesson en 2014.

### Conseillers d'arrondissement (de 1833 à 1940)
Le canton de Marchiennes avait deux conseillers d'arrondissement au XIXeme siècle.
| Période | Période | Identité                                   | Étiquette   | Qualité |
| ------- | ------- | ------------------------------------------ | ----------- | --- |
| 1833    | 1848    | Baron Robert de Bouteville (1778-1850)     |             | Ancien Sous-Préfet de Péronne, propriétaire du château d'Hornaing                                                                                                |
| 1833    | 1836    | Nicolas Martin du Nord                     | Royaliste   | Procureur général près la Cour royale de Paris, député (1830-1847)                                                                                               |
| 1836    | 1842    | Alfred Auguste Rémy de Campeau (1808-1865) |             | Propriétaire, maire de Villers-Campeau |
| 1842    | 1845    | Paul Danel                                 |             | Avocat général à la Cour royale de Douai |
| 1845    | 1848    | César Bommart                              |             | Négociant à Douai |
|         |         |                                            |             | |
|         | 1883    | Henri Mottez                               | Droite      | Maire de Wandignies |
|         | 1883    | Dominique Couplet                          | Droite      | Cultivateur et fabricant de sucre à Marchiennes |
| 1883    |         | Charles Helbecque                          | Républicain | Maire de Somain |
| 1883    |         | Jean-Baptiste Villox                       | Républicain | Contrôleur des contributions directes, en retraite à Lallaing |
|         |         |                                            |             | |
| 1895    | 1901    | Gustave Pennequin                          | Radical     | Brasseur, maire de Somain |
| 1901    | 1913    | René Duflot                                | Radical     | Négociant en lin à Marchiennes |
| 1913    | 1925    | Victor Brachelet                           | SFIO        | Négociant en vins, maire de Somain (1912-1939) |
| 1925    | 1931    | Albert Delevallée (1881-1944)              | PC-SFIC     | Avocat, adjoint au maire de Somain |
| 1931    | 1940    | Joseph Bouliez (1891-1942)                 | PC-SFIC     | Ouvrier tourneur , adjoint au maire de Somain Révoqué en 1939 par le "décret Daladier" fusillé comme otage le 14 avril 1942 au fort du Vert-Galant (Wambrechies) |
| 1940    |         |                                            |             | Les conseils d'arrondissement ont été suspendus par la loi du 12 octobre 1940 et n'ont jamais été réactivés                                                      |

## Historiques des élections

### Élections de 1970
Grégoire Leleux est élu dès le premier tour.

### Élections de 1985
Lors des élections de 1985, six candidats se présentent dans le canton de Marchiennes : Vanandrewelt (indépendant), Jean-Jacques Candelier (PCF, maire de Bruille-lez-Marchiennes), Descarpentries (indépendant), Daniel Mio (PS, maire de Rieulay), Pelte (RPR) et Le Carpentier (FN). Lors du second tour, il y a 27 364 inscrits, 19 792 votants (72,32 %), 18 582 suffrages exprimés (67,9 %). Vanadrewelt perd l'élection avec 8 080 voix (43,48 %) et Jean-Jacques Candelier devient conseiller général avec 10 502 voix (56,52 %).

### Élections de 2001
Lors des élections de 2001, on dénombre cinq candidats : Annie Decoopman-Desor, Jean-Jacques Candelier, Émile Messager, Serge Gaillot et Philippe Bernard. Jean-Jacques Candelier est réélu dès le premier tour.

## Démographie
| 1962   | 1968   | 1975   | 1982   | 1990   | 1999   | 2006   | 2011   | 2012   |
| ------ | ------ | ------ | ------ | ------ | ------ | ------ | ------ | ------ |
| 44 033 | 44 033 | 42 327 | 40 293 | 39 836 | 40 273 | 40 609 | 41 493 | 41 852 |

### Pyramide des âges
Comparaison des pyramides des âges du Canton de Marchiennes et du département du Nord en 2006
| Hommes | Classe d’âge   | Femmes |
| ------ | -------------- | ------ |
| 0,1    | 90 ans et plus | 0,7    |
| 4,9    | 75 à 89 ans    | 8,7    |
| 10,6   | 60 à 74 ans    | 12,9   |
| 20,5   | 45 à 59 ans    | 19,1   |
| 21,3   | 30 à 44 ans    | 20,1   |
| 19,8   | 15 à 29 ans    | 18,7   |
| 22,7   | 0 à 14 ans     | 19,8   |

| Hommes | Classe d’âge   | Femmes |
| ------ | -------------- | ------ |
| 0,2    | 90 ans et plus | 0,8    |
| 4,3    | 75 à 89 ans    | 7,9    |
| 10,3   | 60 à 74 ans    | 11,9   |
| 19,7   | 45 à 59 ans    | 19,4   |
| 21,1   | 30 à 44 ans    | 20,1   |
| 22,6   | 15 à 29 ans    | 21     |
| 21,6   | 0 à 14 ans     | 19     |